# Misery Signals
Misery Signals ist eine US-amerikanische Metalcore-Band aus Milwaukee, Wisconsin. Sie sind in der Szene bekannt für ihre melodischen Riffs und progressiven Elemente.

## Geschichte
Im Jahr 2002 löste sich die Vorgängerband 7 Angels 7 Plagues auf und formierte sich neu mit dem früheren Sänger der Band Compromise, Jesse Zaraska, unter dem Namen Misery Signals und nahm eine gleichnamige EP auf. Nach einigen Line-Up-Wechseln bekamen sie einen Plattenvertrag bei Ferret Music. Dort wurde ihr erstes Album Of Malice and the Magnum Heart veröffentlicht, das von Strapping-Young-Lad-Sänger Devin Townsend produziert wurde. Nach einigen Tourneen verließ Sänger Jesse Zaraska die Band, um sich anderen Projekten zu widmen.
Die Band entschied sich, ein Musikstück ohne Gesang auf ihre Web-Präsenz auf Myspace zu stellen, mit der Aufforderung an alle Interessierten, das Stück mit einer Gesangsspur zu ergänzen und an die Band zurückzuschicken. Auf diese Weise fanden sie Karl Schubach, der von nun an den Part als Sänger übernahm. Mit ihm wurde das zweite Album, Mirrors, aufgenommen. Auf diese erfolgreiche Platte folgten mehrere Tourneen, die sowohl durch die Staaten als auch nach Europa und Asien führten, die gemeinsam mit Bands wie The Dillinger Escape Plan, Strapping Young Lad und All That Remains absolviert wurden.

## Diskografie
- Misery Signals (2003) (EP)
- Of Malice and the Magnum Heart (2004)
- Mirrors (2006)
- Controller (2008)
- Absent Light (2013)
- Ultraviolet (2020)